# Włodzimierz Pańków
Włodzimierz Pańków (ur. 11 maja 1946) – socjolog, profesor Wyższej Szkoły Przedsiębiorczości i Zarządzania im. Leona Koźmińskiego, doktor habilitowany, kierownik Katedry Nauk Społecznych tejże uczelni oraz docent w Instytucie Filozofii i Socjologii Polskiej Akademii Nauk. Wykładał także m.in. w Collegium Civitas, na Uniwersytecie Warszawskim i w Uniwersytecie w Białymstoku. Specjalizuje się w socjologii gospodarczej, instytucjonalnej oraz socjologii organizacji. Opublikował kilkaset prac (artykuły, rozdziały w książkach, raporty badawcze, referaty) w wielu językach.

## Życiorys
Pierwsze jedenaście lat życia spędził w kołchozie. Do Polski przyjechał (wraz z rodziną) w 1957. Jego matka była szwaczką. Jego bratem jest Julian Pańków.
Absolwent Sekcji Socjologii Wydziału Filozoficznego Uniwersytetu Warszawskiego. Wyrzucony z uczelni za udział w wydarzeniach Marca 1968, następnie trafił do aresztu za kolportaż ulotek wyrażających sprzeciw wobec interwencji w Czechosłowacji; przez pewien czas pracował na budowie, studia dokończył eksternistycznie, po amnestii. Zaangażowany w działalność opozycji demokratycznej, ponadto po roku ’89 pracował jako ekspert związkowy i samorządowy - m.in. kierował Ośrodkiem Badań Związkowych "Solidarności" Regionu Mazowsze. Został członkiem komitetu naukowego II i III Konferencji Smoleńskiej z lat 2013, 2014, skupiającej badaczy metodami nauk ścisłych katastrofy samolotu Tu-154 w Smoleńsku z 10 kwietnia 2010. 15 lutego 2014 został członkiem rady programowej partii Prawo i Sprawiedliwość.

## Wybrane publikacje
- Dialog społeczny po polsku. Fikcja czy szansa? (2001; z Barbarą Gąciarz)
- Rozpad bastionu. Związki zawodowe w prywatyzowanej gospodarce (1999; współautor)
- Instytucje pracy w procesach transformacji. Polskie doświadczenia z lat 1990-92
- Oblicza społecznej odpowiedzialności przedsiębiorstw (2010), współautor)
- Instytucje i Organizacje. Pochodzenie.Powstawanie.Funkcje.Przekształcenia (2014)